# 岡氏吻棘鰍
岡氏吻棘鰍為輻鰭魚綱合鰓目刺鰍亞目刺鰍科的其中一種，分布於亞洲印度淡水流域，體長可達26公分，棲息在河川、湖泊，屬肉食性。